# Plagiorchiida
Plagiorchiida, red plošnjaka (Platyhelminthes) iz razreda metilja (Trematoda). Paraziti koji žive u kopnenim, morskim i slatkovodnim organizmima. 
Kod kopnenih životinja javlja se na primjer Dicrocoelium dendriticum, kod preživača (ovce, zečevi, krave, koze), kod kojih žive u žučnom mjehuru.

## Podjela
- Podred Allocreadiata Skrjabin, Petrow, Koval, 1958
- Podred Apocreadiata Olson, Cribb, Tkach, Bray & Littlewood, 2003
- Podred Bivesiculata Olson, Cribb, Tkach, Bray & Littlewood, 2003
- Podred Bucephalata La Rue, 1926
- Podred Echinostomata La Rue, 1926
- Podred Eucotylata Odening, 1961
- Podred Haplosplanchnata Olson, Cribb, Tkach, Bray & Littlewood, 2003
- Podred Hemiurata Skrjabin & Guschanskaja, 1954
- Podred Heronimata Skrjabin & Schulz, 1937
- Podred Lepocreadiata Olson, Cribb, Tkach, Bray & Littlewood, 2003
- Podred Monorchiata Olson, Cribb, Tkach, Bray & Littlewood, 2003
- Podred Opecoelata Odening, 1960
- Podred Opisthorchiata La Rue, 1957
- Podred Plagiorchiata
- Podred Pronocephalata Olson, Cribb, Tkach, Bray & Littlewood, 2003
- Podred Transversotremata Olson, Cribb, Tkach, Bray & Littlewood, 2003
- Podred Troglotremata Schell, 1980
- Podred Xiphidiata Olson, Cribb, Tkach, Bray & Littlewood, 2003
- Podred Zoogonata Odening, 1961

izvori za podrede